# Amt Hilchenbach
Das Amt Hilchenbach war ein Amt der Grafschaft Nassau-Siegen in Hilchenbach.

## Geschichte
Ausgangspunkt der nassauischen Herrschaft im Gebiet war die Ginsburg. Im Jahr 1384 hatte König Wenzel den Grafen von Nassau die Einrichtung eines Femgerichts („Freistuhl“) auf der Ginsburg erlaubt. 1389 erneuerte er diese Erlaubnis und legte den Umfang der nassauischen Freigrafschaft auf das Gebiet zwischen den Grenzen der Herrschaft Bilstein und der Grafschaft Sayn fest. Als erster urkundlich erwähnter Freigraf des Freigerichts auf der Ginsburg gilt ein Wynekin von Hilchenbach, dessen Amt für die Zeit von 1398 bis 1416 belegt ist. Der Oberfreistuhl Arnsberg widerrief die Erlaubnis für das Femgericht per Beschluss im Jahr 1424, da die Gerichtsbarkeit auf der Burg nicht (mehr) zu dem „Rote Erde“ genannten Gebiet Westfalens gezählt wurde.
In der zweiten Hälfte des 15. Jahrhunderts bildete sich eine Amtsorganisation heraus.
Nach dem Tod Johanns VII. von Nassau-Siegen im Jahr 1623 kam das Amt Hilchenbach (und anderes) als Erbe in Form eines Paragiums an Wilhelm von Nassau-Hilchenbach, es entstand daher ein Zweig des Hauses Nassau, der nach Hilchenbach benannt war. Diese endete aber bereits mit ihm, da sein einziger Sohn mit 17 Jahren vor ihm starb. Das Amt fiel damit an Johann Moritz (Nassau-Siegen). Siehe hierzu auch Erbstreit um Nassau-Siegen (1623–1648).
Die Ämterstruktur in Nassau-Siegen änderte sich durch einen Vertrag von Graf Wilhelm und Graf Johann VIII. vom 13. Januar 1623. Neu zum Amt Hilchenbach kamen damit die Orte Müsen, Dahlbruch, die Höfe Merklinghausen (heute Wüstung) und Winterbach, die Hütte Breitenbach, der Hof Schweisfurth und zwei Keppelsche Höfe, die vorher Teil des Amtes Ferndorf waren sowie Ruckersfeld und Oechelhausen, die davor zum Amt Netphen gehörten.
Seit dem Tod von Wilhelm Hyacinth (Nassau-Siegen) 1743 gehörte das Amt Wilhelm IV. (Oranien) und damit zu Nassau-Oranien. Dieser setzte im gleichen Jahr eine Verwaltungsreform um. Die Ämter wurden ihrer Eigenständigkeit beraubt. An deren Stelle trat ein zentrales Ämterkollegium in Siegen, welches für alle ehemaligen Ämter zuständig war. 1775 wurde dies rückgängig gemacht und das Amt Hilchenbach entstand erneut, nun erweitert um Teile des ehemaligen Niedergerichts.
1806 wurde das Amtsgebiet Teil des Königreichs Westphalen. Die bisherigen Verwaltungs- und Gerichtsstrukturen wurden aufgehoben und nach französischem Vorbild neue Einheiten geschaffen. So entstand der Kanton Netphen und darunter unter anderem Mairie Hilchenbach. Dieser entsprach gebietsmäßig dem früheren Amt. Gleichzeitig erfolgte die Trennung der Rechtsprechung von der Verwaltung. Die Gerichtsfunktion des Amtes ging damit auf das Friedensgericht Netphen über (siehe Justizwesen im Königreich Westphalen).
Nach dem Wiener Kongress wurde aus der Mairie Hilchenbach die Bürgermeisterei Hilchenbach, die 1817 zum Kreis Siegen im Regierungsbezirk Arnsberg der preußischen Provinz Westfalen kam. Die Gerichtsfunktion wurde vom Justizamt Hilchenbach wahrgenommen. Zum 1. Januar 1839 ging diese auf das Land- und Stadtgericht Hilchenbach über.

## Schultheiße/Amtmänner
Schultheiße bzw. ab dem 18. Jahrhundert Amtmänner waren
- Heynemann, Burggraf zum Ginsberg (1463–1467)
- Hans Frowin (1477)
- Bernhard Sprikast von Waltmannshausen, Drost zum Ginsberg (1488–1494)
- Nyckel (um 1493)
- Henne Stöcker, Burggraf zum Ginsberg (1499)
- Ropel, gräflicher Lands- und Gerichtsknecht (1516–1522)
- Johannes Stahl (1535)
- Hans Diethwein (1569)
- Hans Berck (um 1575)
- Hans Heiten (1615)
- Leonhard Müller (seit 1615)
- Theodor Stolp, zugleich Leiter der Hexenprozesse (um 1653)
- Johann Busch (1666)
- Jost Heinrich Schmidt (1674–1676)
- Johann Peter Müncker (1697)
- Trainer, Richter (1712–1717)
- Johann Henr. Schenk (1787–1795)
- Friedrich Adolf Diesterweg (1806)